# Res Humana
Res Humana – wydawany od 1991 polski dwumiesięcznik popularnonaukowy poświęcony problematyce światopoglądowej i filozoficznej. Pismo redagowane jest przez grupę naukowców, publicystów i społeczników związanych z Towarzystwem Kultury Świeckiej im. Tadeusza Kotarbińskiego. 

## Charakterystyka
Hasłem programowym pisma i jednocześnie perspektywą, w której najchętniej widziane są tu zagadnienia moralne i dylematy światopoglądowe współczesnego człowieka, a także rola i miejsce religii, jest humanizm świecki. „Res Humana” udostępnia swoje łamy historykom filozofii, religioznawcom i teoretykom kultury reprezentującym to lub pokrewne stanowisko. Periodyk wypełniają szkice i rozprawki (dział: Problemy – refleksje – dyskusje), prezentacje zawierające sylwetki wybitnych humanistów, rozmowy z uczonymi, materiały o charakterze publicystycznym (dział: Moim zdaniem) i recenzenckim (dział: Wśród książek i czasopism). Redakcja troszczy się o odnawianie i poszerzanie kręgu współpracowników pisma, w związku z tym m.in. prowadzi specjalny dział „Młodzi piszą”.
Na łamach pisma prezentowana jest myśl humanistyczna, racjonalistyczna i kultura świecka oraz działalność społeczna i edukacyjna Towarzystwa Kultury Świeckiej, w tym także licznych oddziałów terenowych.
W 2006 roku redakcja została wyróżniona medalem „Zasłużony dla Tolerancji”, nadawanym przez  Fundację Ekumeniczną „Tolerancja”. Dnia 3 kwietnia 2009 roku w uznaniu zasług rozwoju nauki i kultury polskiej redakcja otrzymała nagrodę Kowadła Stowarzyszenia Kuźnica, co zbiegło się z jubileuszem wydania 100. numeru czasopisma. 

## Współpraca
Na łamach pisma publikowali dotychczas m.in.: Tadeusz Bartoś, Marek Balicki, Zygmunt Bauman, Jan Dębowski, Jerzy Drewnowski, Zbigniew Drozdowicz, Babu Goginegi, Michał Horoszewicz, Uri Huppert, Zbigniew Jaworowski, Stanisław Jedynak, Eugeniusz Kabatc, Adam Kotarbiński, Leszek Kołakowski, Jan Legowicz, Zachariasz Łyko, Andrzej Nowicki, Stanisław Obirek, Jerzy Ochman, Józef Ozga-Michalski, Leonard Pełka, Antoni Podraza, Alfred Rachalski, Adam Schaff, Bogdan Suchodolski, Tadeusz Szkołut, Jan Szmyd, Maria Szyszkowska, Stanley Devine, Krzysztof Teodor Toeplitz, Jerzy Wiatr, Małgorzata Winiarczyk-Kossakowska czy Jan Woleński.

## Zespół redakcyjny
- Zdzisław Słowik – redaktor naczelny
- Wacław Sadkowski – zastępca redaktora naczelnego
- Wacława Mielewczyk – sekretarz redakcji
- Mariusz Agnosiewicz
- Zdzisław Cackowski
- Marek Jaworski
- Władysław Loranc
- Jerzy Ładyka
- Lech M. Nijakowski
- Dionizy Tanalski
- Zbigniew Wojtkowiak
- Daniel S. Zbytek

## Biblioteka Res Humana
W ramach tego wieloletniego projektu redakcja wydaje też książki, oddające w swych treściach podstawowe kierunki zainteresowań czasopisma: rozważania o kondycji ludzkiej, o miejscu człowieka we współczesnym świecie i o jego przyszłości. Dotychczas ukazały się między innymi: 
- Prawda a posłuszeństwo – Zdzisław Cackowski, Warszawa-Lublin 1993,
- Dylematy i szanse współczesnej Europy – Józef Lipiec, Andrzej Nowicki, Maria Szyszkowska, Jan Szmyd, Warszawa-Lublin 1994,
- Życie wartości – Zdzisław Cackowski, Józef Lipiec, Czesław Matusewicz, Włodzimierz Szewczuk, Janusz Sztumski, Dionizy Tanalski, Tadeusz Tomaszewski, Warszawa-Lublin 1994,
- Prawosławie wczoraj i dziś – Stefan Wojtkowiak, Warszawa 1995,
- Człowiek i świat – współczesne dylematy – Rozmowy Zdzisława Słowika, Warszawa 2007,
- Dobre, złe, odpowiedzialne, sprawiedliwe… Definicje i objaśnienia pojęć etyki – Lech Ostasz, Warszawa 2010,
- Droga filozoficznego myślenia – Lech Ostasz, Warszawa 2011.

## Spotkania i debaty
Redakcja organizuje cykliczne debaty i dyskusje panelowe, których tematyka pojawia się w kolejnych numerach czasopisma. 